# San Vicente de la Cabeza
San Vicente de la Cabeza è un comune spagnolo di 588 abitanti situato nella comunità autonoma di Castiglia e León.